# Saison 1966-1967 de la WHL
Saison précédente Saison suivante
La saison 1966-1967 est la quinzième saison de la Western Hockey League. Sept équipes jouent 72 matchs de saison régulière à l'issue de laquelle les Totems de Seattle sont sacrés champions de la Coupe du président.

## Saison régulière

### Classement
| Clt   | Équipe                  | PJ | V  | D  | N  | BP  | BC  | Pts |
| ----- | ----------------------- | -- | -- | -- | -- | --- | --- | --- |
| +001, | Buckaroos de Portland   | 72 | 41 | 24 | 7  | 255 | 209 | 89  |
| +002, | Totems de Seattle       | 72 | 39 | 26 | 7  | 228 | 195 | 85  |
| +003, | Canucks de Vancouver    | 72 | 38 | 32 | 2  | 228 | 215 | 78  |
| +004, | Seals de la Californie  | 72 | 32 | 30 | 10 | 228 | 242 | 74  |
| +005, | Maple Leafs de Victoria | 72 | 30 | 34 | 8  | 224 | 232 | 68  |
| +006, | Blades de Los Angeles   | 72 | 29 | 38 | 5  | 260 | 286 | 63  |
| +007, | Gulls de San Diego      | 72 | 22 | 47 | 3  | 222 | 266 | 47  |

- En gras : champion de la saison régulière
- En italique : qualifié pour les séries éliminatoires

### Meilleurs pointeurs
| Clt | Joueur          | Équipe      | PJ | B  | A  | Pts |
| --- | --------------- | ----------- | -- | -- | -- | --- |
| 1   | Guyle Fielder   | Seattle     | 72 | 20 | 71 | 91  |
| 2   | Art Jones       | Portland    | 65 | 38 | 51 | 89  |
| 3   | Gordon Vejprava | Vancouver   | 71 | 36 | 46 | 82  |
| 4   | Dick Meissner   | Los Angeles | 72 | 39 | 42 | 81  |
| 5   | Warren Hynes    | San Diego   | 69 | 25 | 53 | 78  |
| 6   | Norm Johnson    | Los Angeles | 67 | 31 | 46 | 77  |
| 7   | Milan Marcetta  | Victoria    | 70 | 40 | 35 | 75  |
| 8   | Larry Lund      | Seattle     | 72 | 34 | 38 | 72  |
| 9   | Howie Hughes    | Seattle     | 70 | 26 | 45 | 71  |
| 10  | Fred Hilts      | San Diego   | 66 | 45 | 25 | 70  |
| 11  | Bill Saunders   | Portland    | 72 | 34 | 36 | 70  |

## Séries éliminatoires
Les quatre premières équipes de la saison régulière sont qualifiées pour les séries : le premier rencontre le troisième, le deuxième rencontre le quatrième et les vainqueurs jouent la finale. Toutes les séries sont jouées au meilleur des 7 matchs.
|  | Demi-finales | Demi-finales           | Demi-finales | Demi-finales      |   |                      | Finale | Finale | Finale | Finale |
|  |              |                        |              |                   |   |                      |        |        |        |        |
|  |              |                        |              |                   |   |                      |        |        |        |        |
|  | 1            | Buckaroos de Portland  | 0            | 0                 |   |                      |        |        |        |        |
|  | 1            | Buckaroos de Portland  | 0            | 0                 |   |                      |        |        |        |        |
|  | 3            | Canucks de Vancouver   | 4            | 4                 |   |                      |        |        |        |        |
|  | 3            | Canucks de Vancouver   | 4            | 4                 | 3 | Canucks de Vancouver | 0      | 0      |        |        |
|  |              |                        |              |                   | 3 | Canucks de Vancouver | 0      | 0      |        |        |
|  |              |                        | 2            | Totems de Seattle | 4 | 4                    |        |        |        |        |
|  | 2            | Totems de Seattle      | 2            | Totems de Seattle | 4 | 4                    | 4      | 4      |        |        |
|  | 2            | Totems de Seattle      |              |                   |   |                      |        | 4      |        |        |
|  | 4            | Seals de la Californie | 2            | 2                 |   |                      |        |        |        |        |
|  | 4            | Seals de la Californie | 2            | 2                 |   |                      |        |        |        |        |

## Récompenses

### Trophée collectif
| Coupe Lester Patrick : Vainqueurs des séries | Totems de Seattle |

### Trophées individuels
| Outstanding Goalkeeper Award : Meilleur gardien | Jim McLeod, Totems de Seattle    |
| Leading Scorer Award : Meilleur pointeur        | Guyle Fielder, Totems de Seattle |
| George Leader Cup : Meilleur joueur             | Guyle Fielder, Totems de Seattle |
| Rookie Award : Meilleure recrue                 | Ron Boehm, Canucks de Vancouver  |
| Fred J. Hume Cup : Joueur le plus gentilhomme   | Guyle Fielder, Totems de Seattle |